# Xicoténcatl (Tamaulipas)
Xicoténcatl es una localidad, cabecera del municipio del mismo nombre, localizado en el centro sur del estado de Tamaulipas, México. Xicoténcatl se fundó, el 15 de marzo de 1751, por José de Escandón, quien en 1748 había sido encomendado por el Conde de Revillagigedo, virrey de la Nueva España. Originalmente se llamó Villa de Escandón, en honor a su fundador, pero el 27 de octubre de 1828 se reemplazó el nombre por el de Xicoténcatl, en honor al príncipe tlaxcalteca que luchó primero contra y luego a favor de los españoles comandados por Hernán Cortés.
La principal actividad económica del municipio es la agricultura de caña de azúcar, pues desde 1948 inició operaciones el ingenio azucarero "Aarón Sáenz Garza", única industria de gran tamaño en el municipio. También son importantes la ganadería y la agricultura de otros cultivos, aunque en menor escala.[cita requerida]
Entre los atractivos turísticos del municipio, se encuentra el Valle de los mamuts, un lugar donde se encuentran gran cantidad de fósiles de esos animales a "flor de tierra". Y la presa "Presidente Lic. Emilio Portes Gil", localizada 20 km al oriente de este municipio, construida para "aprovechar los escurrimientos del río Guayalejo", donde se puede practicar la pesca deportiva.

## Clima
| Parámetros climáticos promedio de Xicoténcatl, Tamaulipas | Parámetros climáticos promedio de Xicoténcatl, Tamaulipas | Parámetros climáticos promedio de Xicoténcatl, Tamaulipas | Parámetros climáticos promedio de Xicoténcatl, Tamaulipas | Parámetros climáticos promedio de Xicoténcatl, Tamaulipas | Parámetros climáticos promedio de Xicoténcatl, Tamaulipas | Parámetros climáticos promedio de Xicoténcatl, Tamaulipas | Parámetros climáticos promedio de Xicoténcatl, Tamaulipas | Parámetros climáticos promedio de Xicoténcatl, Tamaulipas | Parámetros climáticos promedio de Xicoténcatl, Tamaulipas | Parámetros climáticos promedio de Xicoténcatl, Tamaulipas | Parámetros climáticos promedio de Xicoténcatl, Tamaulipas | Parámetros climáticos promedio de Xicoténcatl, Tamaulipas | Parámetros climáticos promedio de Xicoténcatl, Tamaulipas |
| Mes                                                       | Ene.                                                      | Feb.                                                      | Mar.                                                      | Abr.                                                      | May.                                                      | Jun.                                                      | Jul.                                                      | Ago.                                                      | Sep.                                                      | Oct.                                                      | Nov.                                                      | Dic.                                                      | Anual                                                     |
| --------------------------------------------------------- | --------------------------------------------------------- | --------------------------------------------------------- | --------------------------------------------------------- | --------------------------------------------------------- | --------------------------------------------------------- | --------------------------------------------------------- | --------------------------------------------------------- | --------------------------------------------------------- | --------------------------------------------------------- | --------------------------------------------------------- | --------------------------------------------------------- | --------------------------------------------------------- | --------------------------------------------------------- |
| Temp. máx. abs. (°C)                                      | 38.5                                                      | 42.0                                                      | 43.5                                                      | 49.0                                                      | 48.0                                                      | 44.5                                                      | 43.0                                                      | 43.0                                                      | 42.0                                                      | 39.5                                                      | 39.0                                                      | 38.5                                                      | 49.0                                                      |
| Temp. máx. media (°C)                                     | 25.3                                                      | 27.8                                                      | 31.5                                                      | 34.4                                                      | 36.2                                                      | 36.3                                                      | 35.0                                                      | 35.6                                                      | 34.2                                                      | 31.9                                                      | 28.8                                                      | 25.6                                                      | 31.9                                                      |
| Temp. media (°C)                                          | 19.0                                                      | 21.0                                                      | 24.4                                                      | 27.4                                                      | 29.6                                                      | 30.1                                                      | 29.3                                                      | 29.6                                                      | 28.5                                                      | 26.0                                                      | 22.6                                                      | 19.6                                                      | 25.6                                                      |
| Temp. mín. media (°C)                                     | 12.7                                                      | 14.1                                                      | 17.3                                                      | 20.4                                                      | 23.0                                                      | 24.0                                                      | 23.5                                                      | 23.6                                                      | 22.7                                                      | 20.0                                                      | 16.5                                                      | 13.5                                                      | 19.3                                                      |
| Temp. mín. abs. (°C)                                      | -1.5                                                      | 2.0                                                       | 2.5                                                       | 6.5                                                       | 14.0                                                      | 14.0                                                      | 18.0                                                      | 14.5                                                      | 14.0                                                      | 5.5                                                       | 2.0                                                       | -1.5                                                      | -1.5                                                      |
| Precipitación total (mm)                                  | 16.3                                                      | 10.6                                                      | 16.1                                                      | 43.6                                                      | 78.8                                                      | 175.2                                                     | 209.2                                                     | 141.8                                                     | 150.5                                                     | 83.2                                                      | 18.4                                                      | 17.3                                                      | 961.0                                                     |
| Días de precipitaciones (≥ 1 mm)                          | 3.5                                                       | 2.4                                                       | 2.9                                                       | 4.2                                                       | 7.2                                                       | 10.8                                                      | 11.6                                                      | 10.6                                                      | 11.0                                                      | 6.2                                                       | 2.9                                                       | 3.4                                                       | 76.7                                                      |
| Fuente n.º 1: Servicio meteorológico nacional             |                                                           |                                                           |                                                           |                                                           |                                                           |                                                           |                                                           |                                                           |                                                           |                                                           |                                                           |                                                           |                                                           |
| Fuente n.º 2:                                             |                                                           |                                                           |                                                           |                                                           |                                                           |                                                           |                                                           |                                                           |                                                           |                                                           |                                                           |                                                           |                                                           |